# Torchiara
Torchiara är en ort och kommun i provinsen Salerno i regionen Kampanien i Italien. Kommunen hade 1 826 invånare (2017).